# Елии
Елиите (на латински: gens Aelia, Aelii; Aelius, Aelia) са плебейска фамилия в Древен Рим.
Споменава се за първи път през 4 век пр.н.е.; от 2 век е име на много императори.
По време на Републиката най-важните клонове на фамилията са Aelii Paeti (Пет) и Aelii Tuberones (Туберон), по-късно Aelii Galli (Гал) и Aelii Lamiae (Ламия).
Известни с това име:
Императори:
- Луций Елий Аврелий Комод (Комод), император
- Тит Елий Адриан Антонин Август Пий, пълното име на император Антонин Пий
- Публий Елий Траян Адриан (Адриан), император
- Луций Елий Вер, съимператор на Марк Аврелий
- Луций Елий Цезар, наследник на император Адриан, консул 137 г.

Елии Пет:
- Публий Елий, един от първите плебейски квестори през 409 пр.н.е.
- Публий Елий Пет (консул 337 пр.н.е.), консул 337 пр.н.е., един от първите плебейски авгури 300 пр.н.е.
- Публий Елий Пет (едил), плебейски едил 296 пр.н.е.
- Гай Елий Пет, консул 286 пр.н.е.
- Квинт Елий Пет (понтифекс), pontifex, убит в битката при Кана 216 пр.н.е.
- Публий Елий Пет (консул 201 пр.н.е.)
- Секст Елий Пет Кат, прочут юрист, консул 198 пр.н.е.
- Квинт Елий Пет, консул 167 пр.н.е.

Елии Туберон:
- Публий Елий Туберон (претор), претор 201 и 177 пр.н.е.
- Квинт Елий Туберон, народен трибун 194 пр.н.е.
- Квинт Елий Туберон, участва с роднината си Луций Емилий Павел Македоник във войната против Персей в Македония
- Квинт Елий Туберон, юрист, народен трибун 133 г. пр.н.е., претор 123 г. пр.н.е. и суфектконсул 118 г. пр.н.е.
- Луций Елий Туберон (историк), офицер и историк 58 пр.н.е.
- Луций Елий Туберон, легат, римски военачалник 49 пр.н.е., близък приятел на Цицерон, баща на консула от 11 пр.н.е.
- Квинт Елий Туберон, консул 11 пр.н.е.; дядо на Елия Петина
- Луций Сей Туберон, суфектконсул 18 г.; брат на Сеян

Елии Ламия:
- Луций Елий Ламия (претор), претор 42 пр.н.е.
- Луций Елий Ламия (проконсул), проконсул 24 – 22 пр.н.е. на Тараконска Испания
- Луций Елий Ламия (консул 3 г.)
- Луций Елий Ламия Плавций Елиан, суфектконсул 80 г.; първият съпруг на Домиция Лонгина
- Луций Елий Окулат, суфектконсул 85 г.
- Луций Фунданий Ламия Елиан, консул 116 г.

Други:
- Елий (трибун 153 пр.н.е.), народен трибун 153 пр.н.е.
- Елий Гал, вторият преториански префект на Египет 26 – 24 пр.н.е.
- Секст Елий Кат, консул 4 г.
- Луций Елий Сеян (Сеян), преториански префект 14 г., консул 31 г.
- Публий Елий Лиг, един от двамата плебейски консули 172 пр.н.е.
- Тиберий Плавций Силван Елиан, консул 45 и 74 г., легат в Мизия 61 – 66 г.; син на консула от 3 г. Луций Елий Ламия
- Марк Плавций Силван Елиан, син на консула от 3 г. Луций Елий Ламия
- Тит Рубрий Елий Непот, суфектконсул 79 г.
- Елий Адриан Марулин, претор, дядо на император Адриан
- Публий Елий Адриан Афер (fl. 75 – 85/86), претор; баща на римския император Адриан
- Публий Елий Севериан Максим – управител на провинция Тракия в 195 г.
- Елий Донат (* 320; † 380), римски граматик и реторик, учител на Свети Йероним

Жени:
- Елия Петина, дъщеря на Секст Елий Кат; 28 г. втората съпруга император Клавдий
- Елия Катела, дъщеря на Секст Елий Кат; сестра на Елия Петина
- Елия Домиция Паулина Млада (75 – 130), по-голяма сестра на император Адриан
- Елия Флацила, първа съпруга на император Теодосий I
- Елия Гала Плацидия (Гала Плацидия), дъщеря на Теодосий I
- Елия Пулхерия, сестра на Теодосий II
- Елия Верина, съпруга на византийския император Лъв I
- Елия Ариадна (450 – 515), дъщеря на Лъв I, императрица на Зенон и Анастасий I; майка на Лъв II
- Елия София, съпруга на император Юстин II (565 – 578).